# Wereldkampioenschappen wielrennen 2020
De wereldkampioenschappen wielrennen werden van 24 tot en met 27 september 2020 in Italië georganiseerd, op en rond het circuit van Imola. Alleen de tijdritten en wegritten voor elite mannen en vrouwen werden verreden. De wereldkampioenschappen 1968 vonden ook plaats in Imola; toen wonnen Vittorio Adorni en Keetie Hage. Deze keer won bij de mannen Julian Alaphilippe de wegrit en Filippo Ganna de tijdrit, bij de vrouwen won Anna van der Breggen zowel de wegrit als de tijdrit. Het was sinds 1995 geleden dat iemand bij de elite de 'dubbel' pakte.
Aanvankelijk stonden de wereldkampioenschappen gepland van 20 tot en met 27 september in Zwitserland, in Martigny en in Aigle, waar het hoofdkwartier van de internationale wielerbond UCI is gevestigd. Er stonden elf evenementen op het programma op een bergachtig parcours. Door de uitbraak van coronapandemie in het voorjaar van 2020 zag het er enige tijd naar uit, dat er in de rest van het wielerseizoen niet of nauwelijks meer kon worden gekoerst, maar de UCI hield voor de wereldkampioenschappen aan de oorspronkelijke data vast. De Zwitserse federale overheid besloot in augustus echter het verbod op evenementen met meer dan 1.000 toeschouwers of meer dan 1.000 deelnemers te verlengen tot en met september. Daarom besloot de UCI de WK in Zwitserland af te gelasten en naar een nieuwe locatie te gaan zoeken. Deze werd gevonden in het Autodromo Enzo e Dino Ferrari in het Italiaanse Imola. De wedstrijden voor junioren, beloften en de ploegenestafette kwamen te vervallen. De UCI koos voor Imola omdat het bergachtige parcours vergelijkbaar was met het originele parcours in Zwitserland en omdat de start en finish op het circuit makkelijk publieksvrij konden worden gehouden. Voor de wedstrijden werden alle renners getest op COVID-19. De Oezbeekse renster Olga Zabelinskaja testte positief op het virus voorafgaand aan de tijdrit voor vrouwen en mocht daardoor niet deelnemen aan beide wedstrijden. Hetzelfde was het geval voor de Kazachse Aleksej Loetsenko voor de wegrit van de mannen. Opmerkelijk is de prestatie van de Spanjaard Alejandro Valverde die voor de tiende keer een top 10-plaats behaalde in de wegrit bij de elite. 

## Programma
| Datum                  | Categorie                  | Afstand  |
| ---------------------- | -------------------------- | -------- |
| donderdag 24 september | ind. tijdrit vrouwen elite | 31,7 km  |
| vrijdag 25 september   | ind. tijdrit mannen elite  | 31,7 km  |
| zaterdag 26 september  | wegwedstrijd vrouwen elite | 143 km   |
| zondag 27 september    | wegwedstrijd mannen elite  | 258,2 km |

## Resultaten

### Mannen elite
| Wegrit |                       |          |
| Plaats | Naam                  | Tijd     |
| Goud   | Julian Alaphilippe    | 6u38'34" |
| Zilver | Wout van Aert         | + 24"    |
| Brons  | Marc Hirschi          | z.t.     |
| 4      | Michał Kwiatkowski    | z.t.     |
| 5      | Jakob Fuglsang        | z.t.     |
| 6      | Primož Roglič         | z.t.     |
| 7      | Michael Matthews      | + 53"    |
| 8      | Alejandro Valverde    | z.t.     |
| 9      | Maximilian Schachmann | z.t.     |
| 10     | Damiano Caruso        | z.t.     |
|        |                       |          |
| 14     | Tom Dumoulin          | z.t.     |

| Tijdrit |                    |           |
| Plaats  | Naam               | Tijd      |
| Goud    | Filippo Ganna      | 35'54"10  |
| Zilver  | Wout van Aert      | + 26"72   |
| Brons   | Stefan Küng        | + 29"80   |
| 4       | Geraint Thomas     | + 37"02   |
| 5       | Rohan Dennis       | + 39"76   |
| 6       | Kasper Asgreen     | + 47"13   |
| 7       | Rémi Cavagna       | + 48"35   |
| 8       | Victor Campenaerts | + 52"81   |
| 9       | Alex Dowsett       | + 1'06"38 |
| 10      | Tom Dumoulin       | + 1'14"06 |

### Vrouwen elite
| Wegrit |                       |          |
| Plaats | Naam                  | Tijd     |
| Goud   | Anna van der Breggen  | 4u09'57  |
| Zilver | Annemiek van Vleuten  | + 1'20"  |
| Brons  | Elisa Longo Borghini  | z.t.     |
| 4      | Marianne Vos          | + 2'01"  |
| 5      | Liane Lippert         | z.t.     |
| 6      | Elizabeth Deignan     | z.t.     |
| 7      | Katarzyna Niewiadoma  | z.t.     |
| 8      | Cecilie Uttrup Ludwig | + 2'41"  |
| 9      | Lisa Brennauer        | + 3'08"  |
| 10     | Marlen Reusser        | z.t.     |
|        |                       |          |
| 50     | Valerie Demey         | + 14'01" |

| Tijdrit |                      |         |
| Plaats  | Naam                 | Tijd    |
| Goud    | Anna van der Breggen | 40'20"  |
| Zilver  | Marlen Reusser       | + 15"   |
| Brons   | Ellen van Dijk       | + 31"   |
| 4       | Lisa Brennauer       | + 45"   |
| 5       | Grace Brown          | + 1'01" |
| 6       | Amber Neben          | + 1'20" |
| 7       | Emma Norsgaard       | + 1'22" |
| 8       | Mieke Kröger         | + 1'31" |
| 9       | Lauren Stephens      | + 1'43" |
| 10      | Vittoria Bussi       | + 1'46" |
|         |                      |         |
| 33      | Sara Van de Vel      | + 4'23" |

## Medaillespiegel
| Plaats | Land        | Goud | Zilver | Brons | Totaal |
| 1      | Nederland   | 2    | 1      | 1     | 4      |
| 2      | Italië      | 1    | 0      | 1     | 2      |
| 3      | Frankrijk   | 1    | 0      | 0     | 1      |
| 4      | België      | 0    | 2      | 0     | 2      |
| 5      | Zwitserland | 0    | 1      | 2     | 3      |
| Totaal | Totaal      | 4    | 4      | 4     | 12     |

1921 · 
1922 · 
1923 · 
1924 · 
1925 · 
1926 · 
1927 · 
1928 · 
1929 · 
1930 · 
1931 · 
1932 · 
1933 · 
1934 · 
1935 · 
1936 · 
1937 · 
1938 · 
1946 · 
1947 · 
1948 · 
1949 · 
1950 · 
1951 · 
1952 · 
1953 · 
1954 · 
1955 · 
1956 · 
1957 · 
1958 · 
1959 · 
1960 · 
1961 · 
1962 · 
1963 · 
1964 · 
1965 · 
1966 · 
1967 · 
1968 · 
1969 · 
1970 · 
1971 · 
1972 · 
1973 · 
1974 · 
1975 · 
1976 · 
1977 · 
1978 · 
1979 · 
1980 · 
1981 · 
1982 · 
1983 · 
1984 · 
1985 · 
1986 · 
1987 · 
1988 · 
1989 · 
1990 · 
1991 · 
1992 · 
1993 · 
1994 · 
1995 · 
1996 · 
1997 · 
1998 · 
1999 · 
2000 · 
2001 · 
2002 · 
2003 · 
2004 · 
2005 · 
2006 · 
2007 · 
2008 · 
2009 ·
2010 · 
2011 · 
2012 · 
2013 · 
2014 · 
2015 · 
2016 · 
2017 · 
2018 · 
2019 · 
2020 ·
2021 ·
2022 ·
2023 ·
2024 ·
2025 ·
2026